# Johann Karl Glaser
Johann Karl Glaser (* 9. April 1814 in Neunkirchen (Saar); † 31. Juli 1894 in Neuenhain) war ein deutscher Nationalökonom und Staatswissenschaftler. Glaser war Professor an der Universität Königsberg und an der Universität Marburg. Er war von 1866 bis 1873 Mitglied im Preußischen Abgeordnetenhaus.

## Leben
Johann Karl Glaser war ein Sohn des Bauern Georg Friedrich Glaser, seine Mutter Katharina war eine geborene Wagner. Glaser besuchte das Gymnasium in Neunkirchen, wo er auch das Abitur bestand. Er begann 1836 zunächst ein Studium der Theologie an der Universität Berlin, wechselte aber bald zu einem Philosophiestudium, das er 1840 an der Berliner Universität beendete. Im Januar 1844 erfolgte seine Promotion zum Dr. phil. an der Universität Halle mit der Dissertation De principio philosophiae Kantianae, die noch im gleichen Jahr veröffentlicht wurde. Im Oktober 1844 habilitierte er sich an der Philosophischen Fakultät der Universität Berlin und wurde dort Privatdozent für Staatswissenschaften.
Im September 1855 folgte Glaser dem Ruf an die Albertina nach Königsberg als ordentlicher Professor für Staats- und Kameralwissenschaften. An der Königsberger Universität kam es bald zu politischen Auseinandersetzungen mit den liberalen Kräften, darunter Julius Otto Ludwig Möller einem Vertreter der Deutschen Fortschrittspartei, der als Professor der Medizin ebenfalls an der Universität lehrte. Glaser hielt bis 1864 Vorlesungen an der Albertina und wurde dann beurlaubt. Er wollte zur Unterstützung der Politik von Otto von Bismarck die Jahrbücher für Gesellschafts- und Staatswissenschaften in Berlin herausgeben, die er auch im Selbstverlag veröffentlichte, von 1864 bis 1969 sechs Jahrgänge in 12 Bänden. Außerdem erschien von ihm 1867 das Archiv des Norddeutschen Bundes. Sammlung aller Gesetze, Verträge und Aktenstücke die Verhältnisse des Norddeutschen Bundes betreffend. Der preußische Ministerpräsident Otto von Bismarck und sein Innenminister Friedrich zu Eulenburg waren von seiner Arbeit so beeindruckt, das Glasers Urlaub mehrmals verlängert wurde, zuletzt bis November 1866. Sie regten an ihn als Professor an die Berliner Universität zu berufen, was aber von Kultusminister Heinrich von Mühler abgelehnt wurde.
Glaser selbst errang 1866 bei den Wahlen zum Preußischen Abgeordnetenhaus im Wahlkreis Köslin 1, er umfasste die Landkreise Lauenburg, Bütow und Stolp, ein Mandat für Konservative Partei. Dem Abgeordnetenhaus gehörte er bis 1873 an, in dem Jahr legte er sein Mandat wegen der Konflikte während des Kulturkampfes nieder. Bereits 1871 und 1874 kandidierte er erfolglos bei den Wahlen für den Deutschen Reichstag im Wahlkreis Kassel 8, mit den Landkreisen und Städten Hanau-Stadt, Hanau-Land, Gelnhausen sowie Frankfurt-Land für die Konservative Partei.
Anfang April 1868 wechselte Glaser als ordentlicher Professor der Staatswissenschaften, des Verwaltungsrechts und der Politik an die Universität Marburg. Er trat das Amt aber erst 1873 nach seinem Ausscheiden als Abgeordneter im Preußischen Abgeordnetenhaus an. An der Marburger Universität wurde er Senior der philosophischen Fakultät und lehrte dort er bis zu seinem Tod.
Johann Karl Glaser, der zweimal verheiratet war, starb fast erblindet am 31. Juli 1894, im Alter von 80 Jahren, auf seinem Gut in Neuenhain an einem Herzinfarkt. Glaser hinterließ ein umfangreiches Schrifttum, vor allem Werke zur Nationalökonomie. Er war außerdem Mitautor der ersten drei Bände des Deutschen Staatswörterbuchs von Johann Caspar Bluntschli und Karl Brater.

## Veröffentlichungen (Auswahl)
- Die Metaphysik des Aristoteles. Nach Composition, Inhalt und Methode dargestellt. Berlin 1841, (Digitalisat.)
- De principio philosophiae Kantianae. (Dissertationsschrift), Halle 1844, (Digitalisat.)
- Ueber die Bedeutung der Industrie und die Nothwendigkeit von Schutzmaßregeln. Berlin 1845.
- Der Gewerbefleiß und der Handel des Deutschen Zollvereins und die Mittel sie zu heben. Leipzig 1846, (Digitalisat.)
- Die englische Tarifreform. Leipzig 1846, (Digitalisat.)
- Schutzzölle und Konsumentenbesteuerung mit spezieller Berechnung des Nationaltributes der Eisenhüttenbesitzer. Berlin 1847.
- Einige handelspolitische Grundzüge für die Handhabung des internationalen Verkehrs. Frankfurt 1848, (Digitalisat.)
- Denkschrift, betreffend die Einfuhr des ausländischen Eisens. Frankfurt 1849, (Digitalisat.)
- Über die Lage der arbeitenden Klassen unter dem Systeme der individuellen Freiheit. Berlin 1863, (Digitalisat.)
- Die Erhebung des Arbeiterstandes zur wirthschaftlichen Selbstständigkeit mit besonderer Rücksicht auf die Verhältnisse in Preußen. Berlin 1865.